# João Pina
João Pina (* 31. Juli 1981 in Lissabon) ist ein portugiesischer Judoka.
Pina nahm an den Olympischen Sommerspielen in Athen 2004 und Peking 2008 teil. Bei den Europameisterschaften 2010 in Wien und 2011 in Istanbul wurde er beide Male Europameister in der Gewichtsklasse bis 73 Kilogramm.